# Olivia Podmore

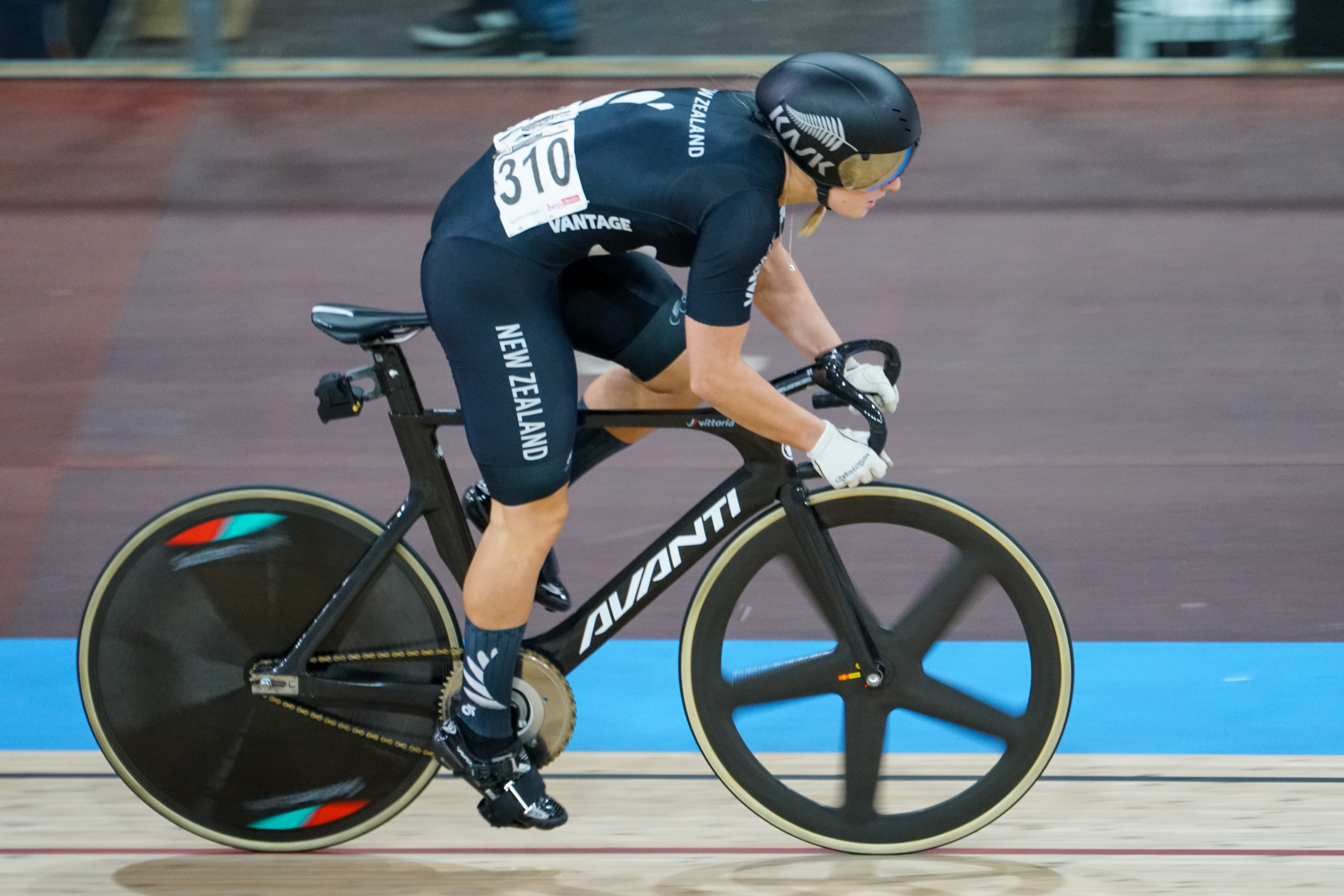
Podmore im Keirin-Wettbewerb während der Bahn-WM 2020 in Berlin

Olivia „Liv“ Podmore (* 24. Mai 1997 in Christchurch; † 9. August 2021 in Cambridge) war eine neuseeländische Bahnradsportlerin.

## Biographie

### Sportlicher Werdegang
2014 wurde Olivia Podmore dreifache neuseeländische Junioren-Meisterin, im Scratch, Keirin und im 500-Meter-Zeitfahren. Im Jahr darauf gewann sie ihre ersten internationalen Medaillen, als sie bei den Junioren-Bahnweltmeisterschaften mit Emma Cumming Zweite im Teamsprint und Dritte im 500-Meter-Zeitfahren wurde. Ebenfalls 2015 errang sie vier Junioren-Titel bei den Ozeanischen Radsportmeisterschaften. Bei den UCI-Bahn-Weltmeisterschaften 2016 in London belegte sie gemeinsam mit Natasha Hansen Rang zehn im Teamsprint.
Im selben Jahr wurde Olivia Podmore für die Teilnahme an den Olympischen Spielen in Rio de Janeiro nominiert. Im Sprint sowie im Keirin belegte sie jeweils Platz 23, wobei sie im Keirin-Wettbewerb in der ersten Runde gestürzt war. Gemeinsam mit Natasha Hansen wurde sie Neunte im Teamsprint. 2019 gewann sie gemeinsam mit Natasha Hansen das Zweier-Mannschaftsfahren beim Lauf des Weltcups in Cambridge, und sie wurde Ozeanienmeisterin im 500-Meter-Zeitfahren. Obwohl sie sich für die Teilnahme an den Olympischen Spielen in Tokio qualifiziert hatte, wurde sie nicht nominiert.

### Plötzlicher Tod und Untersuchung
Olivia Podmore starb am 9. August 2021 im Alter von 24 Jahren. Die Todesursache wird von einem Gerichtsmediziner untersucht. Wenige Stunden vor ihrem Tod hatte sich Podmore auf Instagram über die Entbehrungen geäußert, die eine Karriere als Leistungssportler mit sich bringe. Wie einer ihrer Freunde, der ehemalige Ruderer Eric Murray mitteilte, hinterließ Podmore einen Abschiedsbrief, dessen Inhalt aber nicht öffentlich werden soll.
Der zweifache Olympiasieger und ehemalige Radsportler Edward Dawkins, der sich im Jahr zuvor aus eigener Entscheidung aus dem Sport zurückgezogen hatte, kommentierte den „mutmaßlichen Suizid“ von Podmore: Der Verband und das Hochleistungssportgremium in Neuseeland seien dafür verantwortlich, dass Leistung und Finanzierung über das Wohlbefinden gestellt würden: „Wenn du gut genug bist, nehmen wir dich auf. Und sobald wir entscheiden, dass du nicht gut genug bist, bist du weg.“ Podmores Tod sei „vermeidbar“ gewesen. 2018 hatte es eine offizielle Untersuchung von Kronanwalt Michael Heron zum Umgang mit Sportlerinnen und Sportlern im neuseeländischen Radsportverband gegeben, in dem Mobbing, Einschüchterung und eine unangemessene Beziehung zwischen einem Trainer und einer Sportlerin festgestellt worden waren. Daraufhin war der damalige Nationaltrainer Anthony Peden entlassen und der Deutsche René Wolff als dessen Nachfolger nach Neuseeland geholt worden. Nach dem Tod von Olivia Podmore berichtete der NZ Herald, dass die Sportlerin im Rahmen der Heron-Untersuchung vom neuseeländischen Radsportverband gezwungen worden sei, die Unwahrheit zu sagen.
Im September 2021 begann die Untersuchung von Podmores Tod durch den Coroner, während der auch Zeugen befragt werden. Parallel dazu leiteten der neuseeländische Radsportverband und die Organisation für Hochleistungssport eigene Untersuchungen ein. Im Laufe dieser Aufarbeitung traten mehrere leitende Mitarbeiter von Cycling New Zealand von ihren Ämtern zurück.
Neun Monate nach dem Tod von Olivia Podmore legte die Untersuchungskommission des neuseeländischen Radsportverbandes einen „vernichtenden“ Bericht vor, der eine Reihe kultureller und struktureller Mängel bei der Sportorganisation aufzeigte, die Medaillen über Wohlbefinden stelle. Unter anderem wurde kritisiert, dass die Athleten Angst vor Repressalien hätten, wenn sie Probleme ansprechen würden, ein Mangel an Transparenz bei der Auswahl von Cycling NZ und ein Finanzierungsmodell, das dem Wohlbefinden „zuwiderlaufe“. Weibliche Sportler seien zudem in Abhängigkeit von männlichen Netzwerken.

## Erfolge
2014
- Neuseeländische Junioren-Meisterin – Keirin, Scratch, 500-Meter-Zeitfahren

2015
- Junioren-Weltmeisterschaft – Teamsprint (mit Emma Cumming)
- Junioren-Weltmeisterschaft – 500-Meter-Zeitfahren
- Neuseeländische Junioren-Meisterin – 500-Meter-Zeitfahren

2017
- Neuseeländische Meisterin – Keirin

2017/18
- Ozeanienmeisterschaft – 500-Meter-Zeitfahren, Teamsprint (mit Emma Cumming)

2018/19
- Ozeanienmeisterschaft – Keirin, Teamsprint (mit Emma Cumming)
- Ozeanienmeisterschaft – 500-Meter-Zeitfahren

2019
- Neuseeländische Meisterin – 500-Meter-Zeitfahren
- Weltcup in Cambridge – Zweier-Mannschaftsfahren (mit Natasha Hansen)

2019/20
- Ozeanienmeisterin – 500-Meter-Zeitfahren
- Ozeanienmeisterschaft – Sprint, Keirin, Teamsprint (mit Ellesse Andrews)

2020
- Neuseeländische Meisterin – Sprint